# Onda Cero
Onda Cero, cuya razón  social es Uniprex, S. A. U., es una cadena de radio española, generalista y de ámbito nacional. Es la tercera emisora de radio generalista más escuchada del país con 2.231.000 oyentes, según la 2.ª oleada del EGM de 2025. Pertenece al grupo radiofónico Atresmedia Radio, propiedad de Atresmedia. Cuenta con 220 emisoras, está presidida por Ramón Osorio y dirigida por Virginia Vides.
Se puede sintonizar a través de la radio FM, Onda media, TDT, DAB, internet y aplicación para dispositivos móviles. Además, cuenta con una plataforma propia de podcasts.

## Historia
La cadena surge de la fusión entre las frecuencias de Radio Amanecer adquirida por la ONCE en 1989, y las frecuencias de Cadena Rato que fueron compradas por la misma empresa el 2 de abril de 1990. El 26 de noviembre de 1990, a las siete de la mañana, en la calle de Velázquez, número 54, de Madrid, y con la voz de Ángela Bodega, nacía, ya iniciada la temporada Radial 1990-91, una cadena de emisoras que propugnaba como valores, la pluralidad de opiniones y la ética.
Onda Cero fue propiedad de la ONCE hasta 1999, cuando Telefónica adquirió la cadena. Al asociarla a Antena 3 (no confundir con Antena 3 Radio), quedó vinculada al grupo de comunicación del mismo nombre, Grupo Antena 3 (actualmente Atresmedia).
En 2001 creció mucho tras la adquisición de las frecuencias en onda media y frecuencia modulada de Cadena Ibérica y Radio España.
Desde 2002 este grupo, y por tanto Onda Cero, cotiza en bolsa y desde 2003 su propietario mayoritario es el Grupo Planeta. Telefónica abandonó el grupo por incompatibilidad con la participación que por entonces mantenía en Sogecable.
Onda Cero fue pionera en la emisión de su señal a través de Internet y en el podcasting. Emite también como canal de radio en la televisión digital terrestre por el multiplexor MPE4 en el canal variable a cada provincia y mediante la radio digital DAB por el múltiplex MF-II.
Su actual director de informativos es Julián Cabrera Cruz, sustituyendo a Carlos Alsina, que pasó a ejercer de locutor y director del programa matinal "Más de Uno".
La cadena cuenta con profesionales como Carlos Alsina (Más de uno), Rafa Latorre (La Brújula), Julia Otero (Julia en la Onda), Edu García (Radioestadio), Edu Pidal y Rocío Martínez (Radioestadio noche), Jaime Cantizano (Por fin), Elena Gijón en Noticias Mediodía, Bruno Cardeñosa y Silvia Casasola (La Rosa de los Vientos).
El 26 de noviembre de 2020, Onda Cero celebró sus 30 años de historia.

## Programación

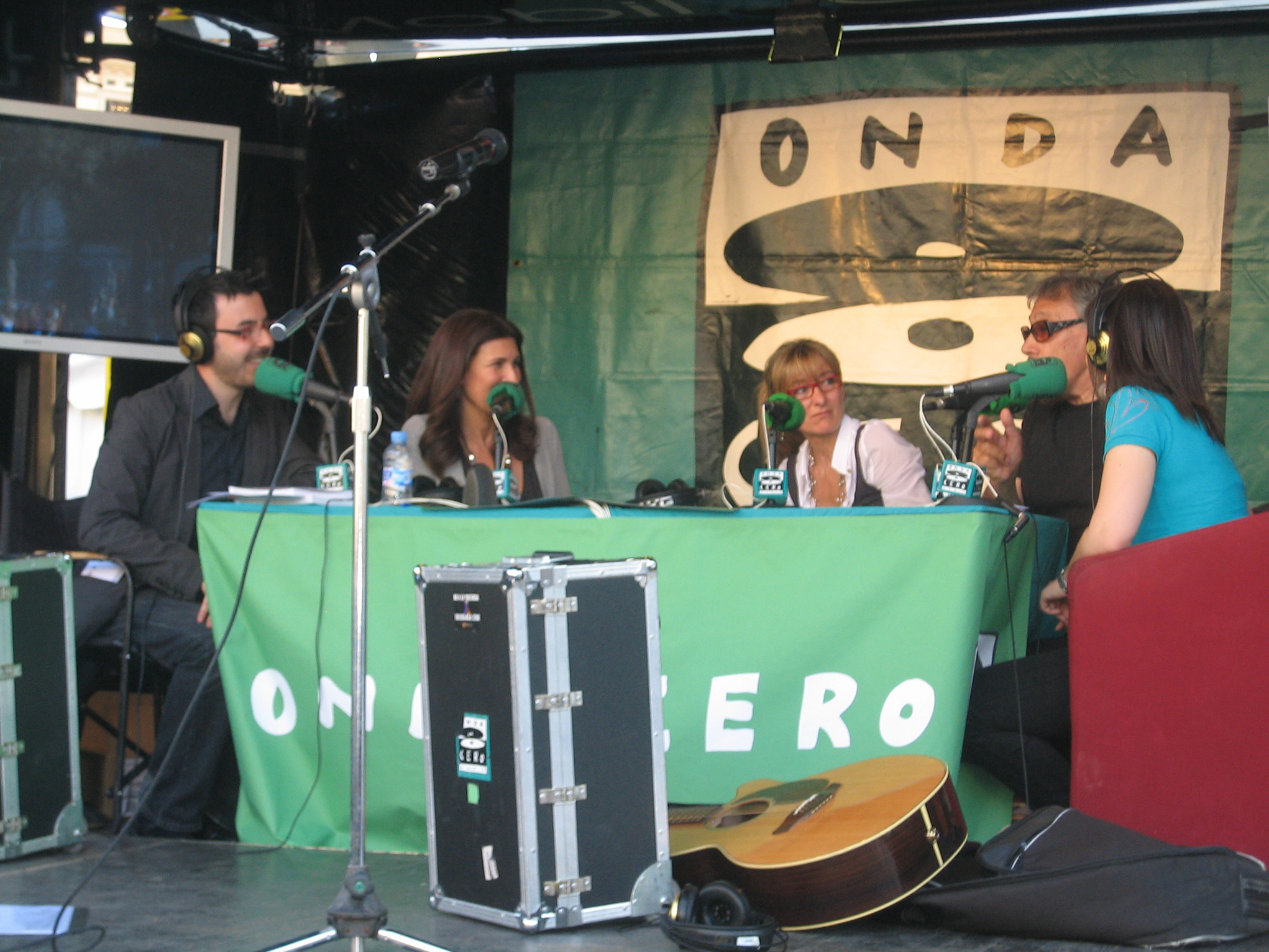
Estudio de Onda Cero en la Plaza Cataluña de Barcelona durante la Diada de Sant Jordi 2009.

| Hora        | Lunes                                               | Martes                                              | Miércoles                                           | Jueves                                                     | Viernes | Sábado                                                         | Domingo                                                        |
| ----------- | --------------------------------------------------- | --------------------------------------------------- | --------------------------------------------------- | ---------------------------------------------------------- | --- | -------------------------------------------------------------- | -------------------------------------------------------------- |
| 00:00 01:00 | Radioestadio noche (Con Edu Pidal y Rocío Martínez) | Radioestadio noche (Con Edu Pidal y Rocío Martínez) | Radioestadio noche (Con Edu Pidal y Rocío Martínez) | Radioestadio noche (Con Edu Pidal y Rocío Martínez)        | Radioestadio noche (Con Edu Pidal y Rocío Martínez)                                                           | Radioestadio noche (Con Edu Pidal y Rocío Martínez)            | Radioestadio noche (Con Edu Pidal y Rocío Martínez)            |
| 01:00 01:30 | Radioestadio noche (Con Edu Pidal y Rocío Martínez) | Radioestadio noche (Con Edu Pidal y Rocío Martínez) | Radioestadio noche (Con Edu Pidal y Rocío Martínez) | Radioestadio noche (Con Edu Pidal y Rocío Martínez)        | Radioestadio noche (Con Edu Pidal y Rocío Martínez)                                                           | La rosa de los vientos (Con Bruno Cardeñosa y Silvia Casasola) | La rosa de los vientos (Con Bruno Cardeñosa y Silvia Casasola) |
| 01:30 02:00 | No son horas (Con Gemma Ruiz)                       | No son horas (Con Gemma Ruiz)                       | No son horas (Con Gemma Ruiz)                       | El colegio invisible (Con Lorenzo Fernández y Laura Falcó) | La cultureta (Con Rubén Amón, Rosa Belmonte, Guillermo Altares, Isabel Vázquez, J.F León y Sergio del Molino) | La rosa de los vientos (Con Bruno Cardeñosa y Silvia Casasola) | La rosa de los vientos (Con Bruno Cardeñosa y Silvia Casasola) |
| 02:00 03:00 | No son horas (Con Gemma Ruiz)                       | No son horas (Con Gemma Ruiz)                       | No son horas (Con Gemma Ruiz)                       | El colegio invisible (Con Lorenzo Fernández y Laura Falcó) | La cultureta (Con Rubén Amón, Rosa Belmonte, Guillermo Altares, Isabel Vázquez, J.F León y Sergio del Molino) | La rosa de los vientos (Con Bruno Cardeñosa y Silvia Casasola) | La rosa de los vientos (Con Bruno Cardeñosa y Silvia Casasola) |
| 03:00 04:00 | No son horas (Con Gemma Ruiz)                       | No son horas (Con Gemma Ruiz)                       | No son horas (Con Gemma Ruiz)                       | No son horas (Con Gemma Ruiz)                              | Grupo de guasa                                                                                                | La rosa de los vientos (Con Bruno Cardeñosa y Silvia Casasola) | La rosa de los vientos (Con Bruno Cardeñosa y Silvia Casasola) |
| 04:00 05:00 | No son horas (Con Gemma Ruiz)                       | No son horas (Con Gemma Ruiz)                       | No son horas (Con Gemma Ruiz)                       | No son horas (Con Gemma Ruiz)                              | Radioestadio (Con Edu García)                                                                                 | De cero al infinito (Con Paco de León)                         | En buenas manos                                                |
| 05:00 06:00 | No son horas (Con Gemma Ruiz)                       | No son horas (Con Gemma Ruiz)                       | No son horas (Con Gemma Ruiz)                       | No son horas (Con Gemma Ruiz)                              | Radioestadio (Con Edu García)                                                                                 | De cero al infinito (Con Paco de León)                         | En buenas manos                                                |
| 06:00 07:00 | Más de uno (Con Carlos Alsina)                      | Más de uno (Con Carlos Alsina)                      | Más de uno (Con Carlos Alsina)                      | Más de uno (Con Carlos Alsina)                             | Más de uno (Con Carlos Alsina)                                                                                | Onda agraria (Con Pablo Rodríguez y Soledad de Juan)           | Onda agraria (Con Pablo Rodríguez y Soledad de Juan)           |
| 07:00 08:00 | Más de uno (Con Carlos Alsina)                      | Más de uno (Con Carlos Alsina)                      | Más de uno (Con Carlos Alsina)                      | Más de uno (Con Carlos Alsina)                             | Más de uno (Con Carlos Alsina)                                                                                | Noticias fin de semana (Con Juan Diego Guerrero)               | Noticias fin de semana (Con Juan Diego Guerrero)               |
| 08:00 09:00 | Más de uno (Con Carlos Alsina)                      | Más de uno (Con Carlos Alsina)                      | Más de uno (Con Carlos Alsina)                      | Más de uno (Con Carlos Alsina)                             | Más de uno (Con Carlos Alsina)                                                                                | Julia en la onda (Con Julia Otero)                             | Julia en la onda (Con Julia Otero)                             |
| 09:00 10:00 | Más de uno (Con Carlos Alsina)                      | Más de uno (Con Carlos Alsina)                      | Más de uno (Con Carlos Alsina)                      | Más de uno (Con Carlos Alsina)                             | Más de uno (Con Carlos Alsina)                                                                                | Julia en la onda (Con Julia Otero)                             | Julia en la onda (Con Julia Otero)                             |
| 10:00 11:00 | Más de uno (Con Carlos Alsina)                      | Más de uno (Con Carlos Alsina)                      | Más de uno (Con Carlos Alsina)                      | Más de uno (Con Carlos Alsina)                             | Más de uno (Con Carlos Alsina)                                                                                | Julia en la onda (Con Julia Otero)                             | Julia en la onda (Con Julia Otero)                             |
| 11:00 12:00 | Más de uno (Con Carlos Alsina)                      | Más de uno (Con Carlos Alsina)                      | Más de uno (Con Carlos Alsina)                      | Más de uno (Con Carlos Alsina)                             | Más de uno (Con Carlos Alsina)                                                                                | Julia en la onda (Con Julia Otero)                             | Julia en la onda (Con Julia Otero)                             |
| 12:00 12:20 | Más de uno (Con Carlos Alsina)                      | Más de uno (Con Carlos Alsina)                      | Más de uno (Con Carlos Alsina)                      | Más de uno (Con Carlos Alsina)                             | Más de uno (Con Carlos Alsina)                                                                                | Gente viajera (Con Carles Lamelo)                              | Gente viajera (Con Carles Lamelo)                              |
| 12:20 13:00 | Más de uno local                                    | Más de uno local                                    | Más de uno local                                    | Más de uno local                                           | Más de uno local                                                                                              | Gente viajera (Con Carles Lamelo)                              | Gente viajera (Con Carles Lamelo)                              |
| 13:00 14:00 | Más de uno local                                    | Más de uno local                                    | Más de uno local                                    | Más de uno local                                           | Más de uno local                                                                                              | Gente viajera (Con Carles Lamelo)                              | Gente viajera (Con Carles Lamelo)                              |
| 14:00 14:30 | Noticias mediodía (Con Elena Gijón)                 | Noticias mediodía (Con Elena Gijón)                 | Noticias mediodía (Con Elena Gijón)                 | Noticias mediodía (Con Elena Gijón)                        | Noticias mediodía (Con Elena Gijón)                                                                           | Noticias fin de semana (Con Juan Diego Guerrero)               | Noticias fin de semana (Con Juan Diego Guerrero)               |
| 14:30 15:00 | Noticias mediodía (Con Elena Gijón)                 | Noticias mediodía (Con Elena Gijón)                 | Noticias mediodía (Con Elena Gijón)                 | Noticias mediodía (Con Elena Gijón)                        | Noticias mediodía (Con Elena Gijón)                                                                           | Noticias fin de semana (Con Juan Diego Guerrero)               | Como el perro y el gato (Con Carlos Rodríguez)                 |
| 15:00 16:00 | Por fin (Con Jaime Cantizano)                       | Por fin (Con Jaime Cantizano)                       | Por fin (Con Jaime Cantizano)                       | Por fin (Con Jaime Cantizano)                              | Por fin (Con Jaime Cantizano)                                                                                 | Como el perro y el gato (Con Carlos Rodríguez)                 | Como el perro y el gato (Con Carlos Rodríguez)                 |
| 16:00 17:00 | Por fin (Con Jaime Cantizano)                       | Por fin (Con Jaime Cantizano)                       | Por fin (Con Jaime Cantizano)                       | Por fin (Con Jaime Cantizano)                              | Por fin (Con Jaime Cantizano)                                                                                 | Radioestadio (Con Edu García)                                  | Radioestadio (Con Edu García)                                  |
| 17:00 18:00 | Por fin (Con Jaime Cantizano)                       | Por fin (Con Jaime Cantizano)                       | Por fin (Con Jaime Cantizano)                       | Por fin (Con Jaime Cantizano)                              | Por fin (Con Jaime Cantizano)                                                                                 | Radioestadio (Con Edu García)                                  | Radioestadio (Con Edu García)                                  |
| 18:00 19:00 | Por fin (Con Jaime Cantizano)                       | Por fin (Con Jaime Cantizano)                       | Por fin (Con Jaime Cantizano)                       | Por fin (Con Jaime Cantizano)                              | Por fin (Con Jaime Cantizano)                                                                                 | Radioestadio (Con Edu García)                                  | Radioestadio (Con Edu García)                                  |
| 19:00 20:00 | La brújula (Con Rafa Latorre)                       | La brújula (Con Rafa Latorre)                       | La brújula (Con Rafa Latorre)                       | La brújula (Con Rafa Latorre)                              | La brújula (Con Rafa Latorre)                                                                                 | Radioestadio (Con Edu García)                                  | Radioestadio (Con Edu García)                                  |
| 20:00 21:00 | La brújula (Con Rafa Latorre)                       | La brújula (Con Rafa Latorre)                       | La brújula (Con Rafa Latorre)                       | La brújula (Con Rafa Latorre)                              | La brújula (Con Rafa Latorre)                                                                                 | Radioestadio (Con Edu García)                                  | Radioestadio (Con Edu García)                                  |
| 21:00 22:00 | La brújula (Con Rafa Latorre)                       | La brújula (Con Rafa Latorre)                       | La brújula (Con Rafa Latorre)                       | La brújula (Con Rafa Latorre)                              | La brújula (Con Rafa Latorre)                                                                                 | Radioestadio (Con Edu García)                                  | Radioestadio (Con Edu García)                                  |
| 22:00 23:00 | La brújula (Con Rafa Latorre)                       | La brújula (Con Rafa Latorre)                       | La brújula (Con Rafa Latorre)                       | La brújula (Con Rafa Latorre)                              | La brújula (Con Rafa Latorre)                                                                                 | Radioestadio (Con Edu García)                                  | Radioestadio (Con Edu García)                                  |
| 23:00 23:30 | La brújula (Con Rafa Latorre)                       | La brújula (Con Rafa Latorre)                       | La brújula (Con Rafa Latorre)                       | La brújula (Con Rafa Latorre)                              | La brújula (Con Rafa Latorre)                                                                                 | Radioestadio (Con Edu García)                                  | Radioestadio (Con Edu García)                                  |
| 23:30 00:00 | Radioestadio noche (Con Edu Pidal y Rocío Martínez) | Radioestadio noche (Con Edu Pidal y Rocío Martínez) | Radioestadio noche (Con Edu Pidal y Rocío Martínez) | Radioestadio noche (Con Edu Pidal y Rocío Martínez)        | Radioestadio noche (Con Edu Pidal y Rocío Martínez)                                                           | Radioestadio (Con Edu García)                                  | Radioestadio (Con Edu García)                                  |

## Informativos
- Dirección de Informativos: Julián Cabrera
- Nacional: Juan de Dios Colmenero, José Ramón Arias, Arantza Martín, Eva Llamazares e Ignacio Jarillo.
- Internacional: Asunción Salvador y Jorge Infer.
- Sociedad: Francisco Paniagua, Mercedes Pascua, Belén Gómez del Pino, Beatriz Ramos y Diana Rodríguez Pretel.
- Economía: Ignacio Rodríguez Burgos, Patricia Gijón, Pedro Pablo González y Caridad García.

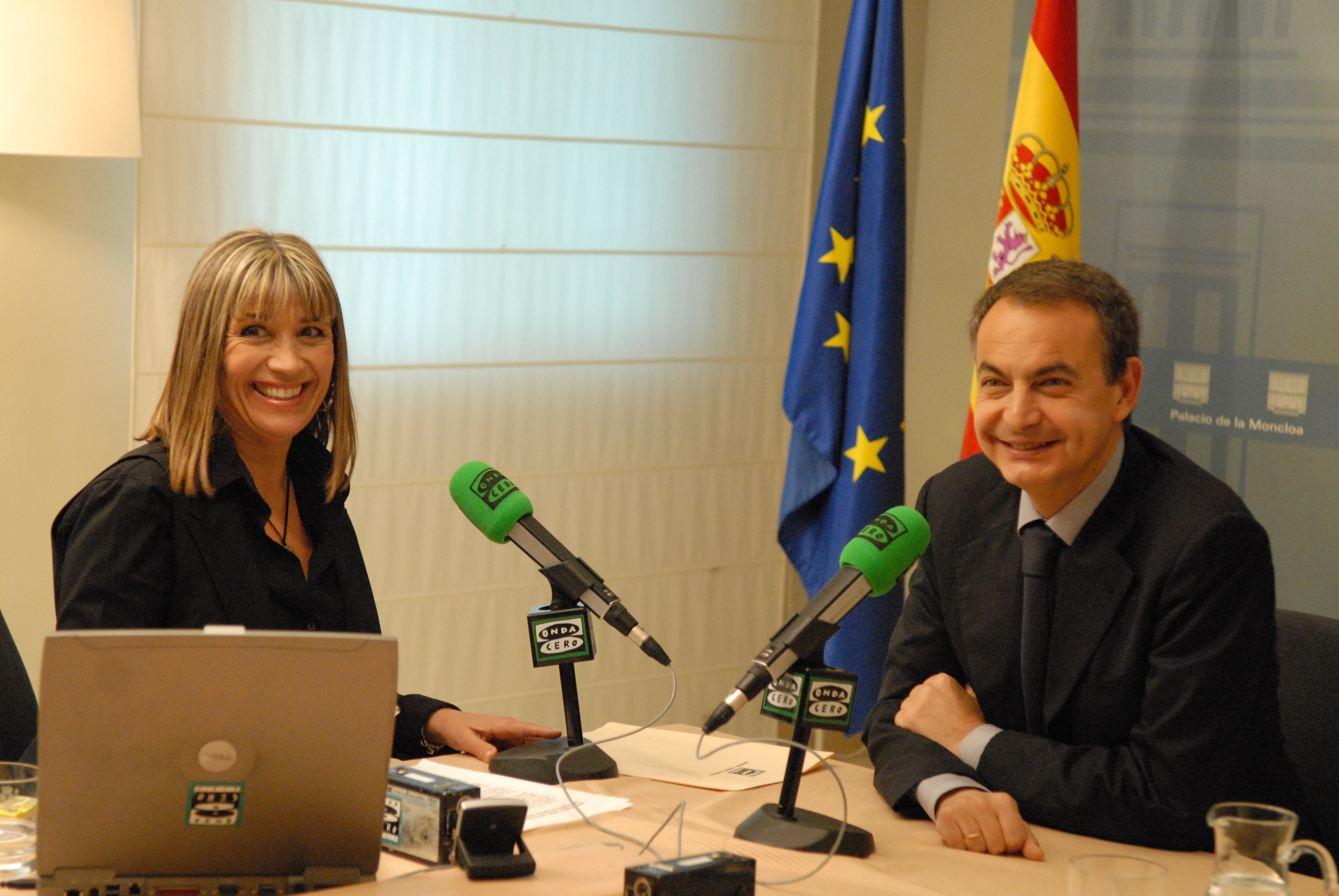
Julia Otero entrevistando a José Luis Rodríguez Zapatero en su programa Julia en la onda, de Onda Cero.

## Frecuencias

### FM

#### Andalucía
- Alcalá la Real: 99.0 FM
- Algeciras: 89.1 FM
- Almería: 105.2 FM
- Antequera: 96.3 FM
- Baza: 88.6 FM
- Cádiz: 101.4 FM y 91.4 FM
- Córdoba: 89.7 FM
- Écija: 106.5 FM
- El Ejido: 91.3 FM
- Granada: 92.0 FM
- Huelva: 101.2 FM
- Isla Cristina: 105.6 FM
- Jaén: 90.9 FM
- Jerez de la Frontera: 90.3 FM
- Linares: 98.4 FM
- Lora del Río: 101.0 FM
- Málaga: 90.8 FM
- Marbella: 97.4 FM
- Montilla: 92.7 FM
- Motril: 93.5 FM
- Priego de Córdoba: 87.7 FM
- Puente Genil: 88.7 FM
- Roquetas de Mar: 106.1 FM
- Rota: 91.4 FM
- Sevilla: 95.9 FM
- Vélez-Rubio: 102.2 FM

#### Andorra
- Ràdio Valira Andorra: 87.8 FM - 93.3 FM y 98.5 FM

#### Aragón
- Calamocha: 87.6 FM
- Cariñena: 95.7 FM
- Castejón de Sos: 101.7 FM
- Huesca: 106.0 FM
- Sabiñánigo: 99.5 FM
- Teruel: 90.6 FM
- Utrillas: 106.8 FM
- Zaragoza: 99.4 FM

#### Asturias
- Cangas del Narcea: 101.1 FM
- Gijón: 93.5 FM
- Infiesto: 94.8 FM
- Luarca: 91.4 FM
- Oviedo: 95.2 FM

#### Canarias
- Arrecife: 90.7 FM
- Haría: 105.0 FM
- Las Palmas de Gran Canaria: 106.8 FM
- Los Realejos: 99.3 FM
- Puerto del Rosario: 97.7 FM
- Puntallana: 106.4 FM
- San Miguel de Abona: 103.8 FM
- Santa Cruz de La Palma: 92.7 FM
- Santa Cruz de Tenerife: 94.0 y 106.8 FM
- Santa Lucía de Tirajana/Vecindario: 95.6 FM
- Tuineje: 97.4 FM
- Yaiza: 95.3 FM

#### Cantabria
- Castro Urdiales: 100.8 FM
- Laredo: 101.7 FM
- Reinosa: 90.1 FM
- Santander: 91.9 FM
- Torrelavega: 93.7 FM

#### Castilla-La Mancha
- Albacete: 88.1 FM
- Alcázar de San Juan: 90.7 FM
- Ciudad Real: 92.1 FM
- Cuenca: 97.6 FM
- Guadalajara: 94.7 FM
- La Puebla de Almoradiel: 102.5 FM
- Puertollano: 101.2 FM
- Talavera de la Reina: 98.5 FM
- Toledo: 100.8 FM
- Valdepeñas: 99.8 FM

#### Castilla y León
- Aguilar de Campoo: 101.2 FM
- Aranda de Duero: 99.2 FM
- Arcos de Jalón: 97.2 y 102.3 FM
- Ávila: 95.3 FM
- Benavente: 98.7 FM
- Briviesca: 100.1 FM
- Burgos: 87.6 FM
- Candeleda: 96.1 FM
- Ciudad Rodrigo: 89.1 FM
- Cuéllar: 103.1 FM
- El Tiemblo: 87.9 FM
- Guardo: 106.2 FM
- La Bañeza: 95.9 FM
- León: 98.3 FM
- Medina de Pomar: 87.8 FM
- Medina de Rioseco: 106.1 FM
- Medina del Campo: 103.6 FM
- Miranda de Ebro: 106.2 FM
- Palencia: 103.5 FM
- Pancorbo: 93.4 FM
- Ponferrada: 101.6 FM
- Salamanca: 97.6 FM
- Segovia: 98.3 FM
- Soria: 96.1 FM
- Valladolid: 105.2 FM
- Villablino: 106.6 FM
- Zamora: 99.7 FM

#### Cataluña
- Barcelona: 93.5 FM
- Calella: 102.4 FM
- Gerona: 98.9 FM
- Lérida: 94.1 FM
- San Pedro de Ribas: 96.3 FM
- Tarragona: 95.3 FM

#### Ceuta
- Ceuta: 101.4 FM

#### Comunidad de Madrid
- Alcalá de Henares: 97.6 FM
- Aranjuez: 90.7 FM
- Arganda del Rey: 100.0 FM
- Ciempozuelos: 91.4 FM
- Coslada: 102.0 FM
- El Escorial: 106.6 FM
- Fuenlabrada: 92.7 FM
- Madrid: 98.0 FM
- Navalcarnero: 87.8 FM
- Soto del Real: 100.1 FM
- Torrejón de Ardoz: 100.2 FM

#### Comunidad Valenciana
- Alcoy: 94.4 FM
- Alicante: 106.5 FM
- Altea: 94.6 FM
- Castellón de la Plana: 88.7 FM
- Denia: 95.9 FM
- Elche: 102.0 FM
- Gandía: 104.0 FM
- Ibi: 94.4 FM
- Jeresa: 106.0 FM
- Orihuela: 93.8 FM
- Sagunto: 104.1 FM
- Torrevieja - Vega Baja: 93.8 FM
- Valencia: 90.9 y 101.2 FM
- Villajoyosa: 95.0 FM
- Villarreal: 99.2 FM
- Vinaroz: 100.0 FM

#### Extremadura
- Badajoz: 104.8 FM
- Cáceres: 91.6 FM
- Don Benito: 104.6 FM
- Herrera del Duque: 104.7 FM
- Higuera la Real: 95.5 FM
- Llerena: 100.7 FM
- Mérida: 90.4 FM
- Moraleja: 92.8 FM
- Plasencia: 96.8 FM

#### Galicia
- Carballino: 97.9 FM
- El Barco de Valdeorras: 92.0 FM
- Ferrol: 99.3 FM
- Finisterre: 101.5 FM
- Fonsagrada: 88.6 FM
- La Coruña: 89.2 FM
- La Estrada: 90.9 FM
- Lalín: 98.6 FM
- Lugo: 94.9 FM
- Monforte de Lemos: 91.8 FM
- Orense: 98.8 FM
- Pontevedra: 103.6 FM
- Ribadavia: 98.6 FM
- Ribadeo: 91.7 FM
- Santiago de Compostela: 90.9 y 95.3 FM
- Tuy: 92.5 FM
- Verín: 105.5 FM
- Vigo: 105.4 FM

#### Islas Baleares
- Alcudia: 94.3 FM
- Buñola/Mallorca: 95.1 FM
- Felanich: 92.7 FM
- Ibiza: 96.0 FM
- Mercadal/Menorca: 91.4 FM

#### La Rioja
- Calahorra: 88.8 FM
- Logroño: 89.1 FM

#### Melilla
- Melilla: 89.6 FM

#### Navarra
- Estella: 102.5 FM
- Pamplona: 94.2 FM
- Peralta: 101.1 FM
- Tafalla: 94.4 FM
- Tudela: 106.0 FM

#### País Vasco
- Bilbao: 101.5 FM
- San Sebastián: 102.5 FM
- Vitoria: 102.4 FM

#### Región de Murcia
- Águilas: 100.1 FM
- Bullas: 95.2 FM
- Cartagena: 95.1 FM
- Moratalla: 91.5 FM
- Murcia: 92.9 y 97.7 FM
- Yecla: 90.4 FM

### AM

#### Andalucía
- Almería: 1341 AM

#### Castilla-La Mancha
- Ciudad Real: 1341 AM
- Toledo: 1080 AM

#### Cataluña
- Barcelona: 540 AM

#### Comunidad de Madrid
- Madrid: 954 AM

### DAB
- Barcelona: 8A 195.936 MHz
- Madrid: 8A 195.936 MHz

### TDT
- Red de cobertura estatal: MPE4